# Дисковый тормоз

Дисковый тормоз — фрикционный тормоз, в котором силы трения создаются между тормозными колодками и боковыми поверхностями вращающегося диска.

## Конструктивная специфика
Фрикционный дисковый тормоз состоит из подвижного тормозного диска и закреплённого неподвижно на элементах подвески тормозного суппорта, включающего в себя скобу, тормозные цилиндры и тормозные колодки. Может иметь гидравлический привод, пневматический привод и электрический привод. По конструктивному исполнению может быть открытым, закрытым, однодисковым и многодисковым. В случае гидропривода относительно прост по конструкции, так как не требует специальных устройств для регулировки зазора и отвода колодок при прекращении торможения.
По сравнению с барабанным тормозом дисковый имеет меньшие зазоры между колодками и дисками в незаторможенном состоянии, что позволяет повысить быстродействие и передаточное отношение тормозного привода; более равномерное изнашивание фрикционных материалов ввиду более равномерного распределения давления по паре колодка-диск; больший тормозной момент, развиваемый уравновешивания сил, действующих со стороны колодок на диск; возможность обеспечения более эффективного теплоотвода; большую стабильность развиваемого тормозного момента (нет самозатягивания). Недостатками дисковых тормозов являются: незащищённость контактных поверхностей диска и колодок от пыли и грязи; высокая концентрация температурных напряжений в месте контакта диска с колодками что может вызвать появление задиров и трещин, а после остановки и коробление диска; отсутствие сервоусиления, что зачастую требует применения усилителя тормозов. При этом, какая-либо достоверная информация о сравнительной эффективности замедления дисковыми и барабанными тормозами одинаковой массы, вероятно, отсутствует.

### Тормозной диск
Единственный вращающийся элемент системы. Материал изготовления по умолчанию — чугун. Могут быть сплошными и вентилируемыми, с перфорацией и без. Могут быть монометаллическими и биметаллическими. Могут быть монолитными и составными со ступицей из лёгкого материала.
В каноническом виде крепление тормозного диска к ступице колеса автомобиля осуществляется через его центральную часть, а тормозная скоба охватывает диск снаружи. Подобная конструкция применяется по умолчанию везде. Также имеется редкая схема крепления диска по внешнему диаметру, при этом тормозная скоба охватывает диск изнутри. Применяются в комбинации с бездисковыми колесами, например, как на Porsche 356 или ЗАЗ-1102.

### Дисковый тормоз с фиксированной скобой
Тормозные цилиндры здесь расположены с двух сторон скобы, по-парно друг напротив друга. Скоба не имеет подвижности относительно суппорта. При срабатывании тормоза каждая пара противолежащих тормозных цилиндров одновременно и с идентичной силой прижимает свою колодку к диску. Сам диск для лучшей центровки относительно колодок при этом может иметь некую осевую подвижность (т. н. «плавающий диск»).
Обычно комбинируется с гидравлическим приводом. Всегда имеет чётное число цилиндров: 2, 4, 6, 8. Применяется на мотоциклах и легковых автомобилях, в первую очередь на передних колёсах. Применяется в колёсных тормозах самолётов.

### Дисковый тормоз с плавающей скобой
Тормозные цилиндры здесь расположены с одной стороны скобы. Сама скоба имеет осевую подвижность, что позволяет ей перемещаться в тормозном суппорте по направляющим штифтам вправо-влево относительно тормозного диска. При срабатывании тормоза поршень/толкатель прижимает к диску одну из колодок (т. н. «активную»). В результате возникшей реакции скоба перемещается в противоположном направлении и прижимает к диску противоположную «реактивную» колодку.
Комбинируется с гидравлическим и пневматическим приводом. В случае гидропривода активная тормозная колодка непосредственно контактирует с поршнем тормозного цилиндра. В случае пневмопривода активная колодка связана с поршнем тормозного цилиндра через толкатель, рокер или коромысло. В комбинации с гидроприводом применяется на легковых автомобилях, потенциальная эксплуатация которых не предполагает частых торможений с высокой скорости и не требует наличия тормозов повышенной эффективности. В комбинации с пневмоприводом применяется на грузовых автомобилях, седельных тягачах, полуприцепах, железнодорожном подвижном составе.